# Komputerowa gra zręcznościowa
Komputerowa gra zręcznościowa – gatunek gry komputerowej, w której pomyślne ukończenie wymaga refleksu i sprawnego operowania przyciskami kontrolera. W grach takich liczy się przede wszystkim szybkość i ciągła akcja, brak jest sytuacji, w których gracz zmuszony byłby do strategicznego myślenia bądź rozwiązania zagadek, jak ma to miejsce w grach przygodowych i logicznych.
Pierwszą produkcją tego typu, która odniosła sukces komercyjny, była gra Pong z 1972 roku.